# Hirschhof

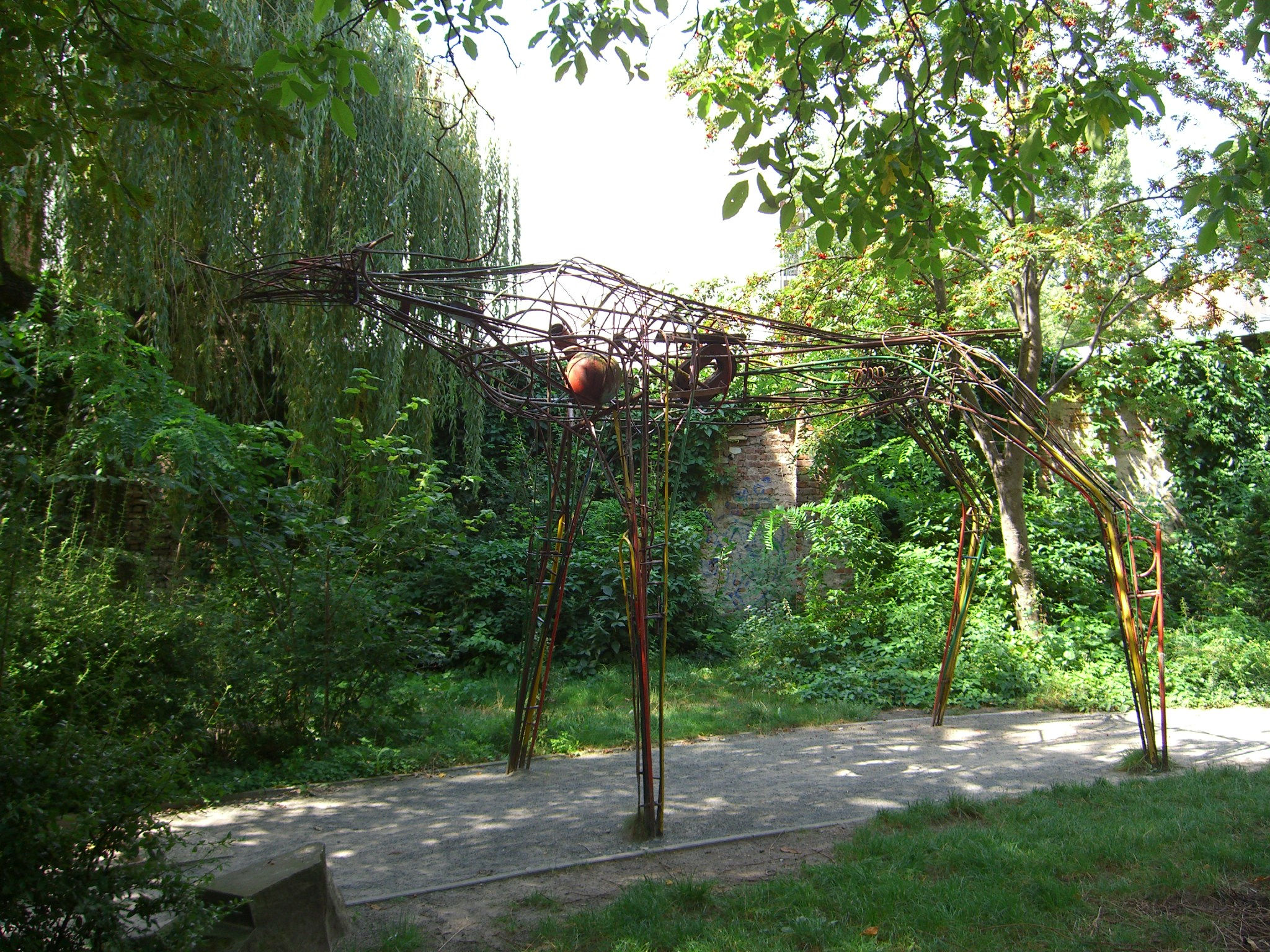
Der knapp 3 Meter hohe, ehemals farbige Hirsch aus geschmiedeten Stahl als Wegdurchgang ist Namensgebend für den Hirschhof (ursprünglich vom Eingang Oderberger Str. 15 – Skulptur ist derzeit nicht zugänglich, weil abgebaut und eingelagert.)

Der Begriff Hirschhof bezeichnet einige der zusammengelegten Hofanlagen an der Ecke Oderberger Straße und Kastanienallee im Ortsteil Prenzlauer Berg des Berliner Bezirks Pankow. Die Gesamtanlage Hirschhof ist durch Daniela Dahns Reportage Prenzlauer Berg-Tour (1987) auch als Paradiesgarten bekannt und in Touristenführern verzeichnet.
Die Besonderheit seiner fast einmaligen Entstehungsgeschichte als frühe Form einer Bürgerbewegung in der DDR verbunden mit individuell–künstlerischen Ausgestaltungen, Kunstwerken und historisch wertvollen Fundstücken, machte ihn zu einem schützenswerten Raum, der leider durch Versäumnisse der Verantwortlichen im Bezirk herbeigeführt wurde.
So wurde unter anderem hier die Bewegung „WBA“ gegründet, welche wenige Jahre später eher mit Hausbesetzungen und nach der Wende mit neuen Mietkonzepten bekannt wurde. Eigentlich aber aus den in der DDR üblichen Wohnbezirksausschüssen (WBA) hervorging, aber zum Leidwesen der damaligen Regierung ganz andere Ideen beinhaltete.
Der WBA 54 in Berlin-Prenzlauer Berg war 1985 nicht besetzt, so meldeten sich Menschen zur ehrenamtlichen Arbeit- wurden akzeptiert und „gewählt“. Später wurde der Bürokratie erst klar, dass es der erste demokratische Akt in der Geschichte der DDR gewesen sein könnte. Diese Menschen haben nachhaltig das Quartier geprägt und die späteren Ereignisse beeinflusst.

## Geschichte

### Vorgeschichte
Auf dem Gelände des eigentlichen Hirschhofs befand sich bis zum nahen Ende des Zweiten Weltkriegs eine Fabrik für Feinmechanik mit einem Zugang von der Oderberger Straße. Zwar blieb Prenzlauer Berg überwiegend von den Bombenangriffen der Alliierten verschont, die Fabrik wurde jedoch quasi zielgenau zerstört, während die umliegenden Gebäude kaum betroffen waren.
In den Fabrikgebäuden im 5. Hinterhof auf dem späteren Hirschhof, waren während des Zweiten Weltkriegs in den Wohngebäuden der Kastanienallee 12 rund 60 Zwangsarbeiter aus Frankreich und den Niederlanden für die Biedermann & Czarnikow KG tätig. Durch einen Luftangriff der Alliierten starben dort am 1. März 1943 zwei Menschen, 56 wurden verletzt. Der Hauptsitz der Fabrik für Feinmechanik lag in der Elsenstraße 106/107 in Berlin-Treptow und produzierte für die Wehrmacht.
Der Straßenblock lag zu Zeiten der DDR an einer sensiblen Stelle, da in unmittelbarer Nähe die Berliner Mauer verlief. Die Altbauten waren zunehmend verfallen. Die Behörden planten daher den Abriss des Straßenblocks, um hier Neubauten zu errichten. Die Anwohner wehrten sich jedoch erfolgreich gegen diese Pläne, weil sie über Organisationen wie die Wohnbezirksausschüsse (WBA) gemeinsam die Offenlegung der Pläne erzwangen und sie so scheitern ließen.
Selbst die Regierung sah im Prenzauler Berg Handlungsbedarf und beauftragte zwei Architekten, die Situation zu begutachten und Ideen zu entwickeln. Herbert Pohl und sein Kollege haben die Realität aber nicht im Sinne der damaligen Regierung beschrieben und sind für ihre klare und pragmatische Einschätzung strafversetzt und emotional gebrochen worden. Die Veröffentlichung ist noch heute in der Form und Zweck, dem Design-Magazin der DDR, nachzulesen.

### Entstehung
Anfang der 1980er Jahre wurde in Ost-Berlin eine „Mach mit!“ – Initiative unter dem Motto Macht den Höfen den Hof gestartet. Schwerpunkt war der hinterhofreichste Berliner Stadtbezirk Prenzlauer Berg. In der Oderberger Straße hatte sich in Form einer Bürgerbewegung eine große Mietergemeinschaft dafür eingesetzt, das sich über mehrere Hinterhöfe erstreckende Gelände nach den Kriegsschäden zu entrümpeln und neu zu gestalten. Man muss vor allem selbst etwas tun und nicht auf irgendwen warten wird der zum damaligen Zeitpunkt hier wohnende Grafiker Eberhard Neumann in einer Titelgeschichte der NBI zu den Berliner Hinterhöfen zitiert.
Auf Initiative der Wohnbezirksausschüsse wurden nun einige Hofabschnitte zusammengelegt. Es entstand 1982 ein kleiner Park, der – in Eigeninitiative von den Anwohnern – angelegt wurde. Hierzu steuerte der Rat des Stadtbezirks etwa eine Million Mark der DDR bei. Mit der komplexen künstlerischen Gestaltung wurden Anatol Erdmann, Stefan Reichmann und Hans Scheib beauftragt. Das Projekt wurde auf der 1987/1988 auf der X. Kunstausstellung der DDR in Dresden gezeigt. Nach Abschluss der umfangreichen Baumaßnahmen (von der Kommune Prenzlauer Berg vor allem Erdbewegungen und seitens der Anwohner der Impuls und das Engagement zur künstlerischen Ausgestaltung), fand im Sommer 1985 die Eröffnung des Hirschhofes statt. Der Hirschhof erlangte bei den Anwohnern bald als künstlerisch und gärtnerisch gestaltete Grünanlage inmitten des dichtbebauten Gebiets an der Nahtstelle von Mitte und Prenzlauer Berg große Beliebtheit und galt als angesagter Treffpunkt.

### Treffpunkt des Untergrunds
Namensgebend für den Hirschhof wurde der knapp 3 Meter hohe Hirsch; eine bunt bemalte Metallplastik aus geschmiedetem und verschweißtem Stahlschrott der Künstler Anatol Erdmann, Hans Scheib und Stefan Reichmann. Durch den Hirsch hindurch führt der Zugang zum eigentlichen Hof von der Oderberger Straße 15.
Weitere Kunstwerke entstanden, darunter eine Sitzgruppe aus Obst und Gemüse, Fliesen, einem Indianerpfahl und Fischen. (Einige der Kunstwerke sind inzwischen verfallen.) Im Hirschhof gab es zu DDR-Zeiten auch eine Kulturbühne (ein kleines Amphitheater), auf dem von Anwohnern organisierte Konzerte, Lesungen und Filmvorführungen stattfanden.
Der Hirschhof entwickelte sich als Geheimtipp bald zu einem Treffpunkt der Untergrundkultur Ostberlins, zu der viele Regimegegner gehörten. Es traf sich in den 80er-Jahren die Prenzlauer-Berg-Szene: Künstler, Intellektuelle, sog. Blueser oder Kunden und Punks, mit fließenden Grenzen zwischen all diesen Gruppen. Die Staatssicherheit führte in der Folge eine Akte „Hirschhof“.
Jährlich wurde das Hirschhoffest (siehe Foto) im Sommer durchgeführt. Der enorme Erfolg erfolgte über Mundpropaganda innerhalb der Szene. Auf der Kulturbühne fanden Konzerte, Lesungen und Filmvorführungen statt, bei der sich Opfer und unentdeckte IM‘s der Stasi quasi die Hand gaben. Protegiert wurde das mutige Projekt von Erhard Tapp, dem Vorsitzenden des örtlichen Wohnbezirksausschusses.

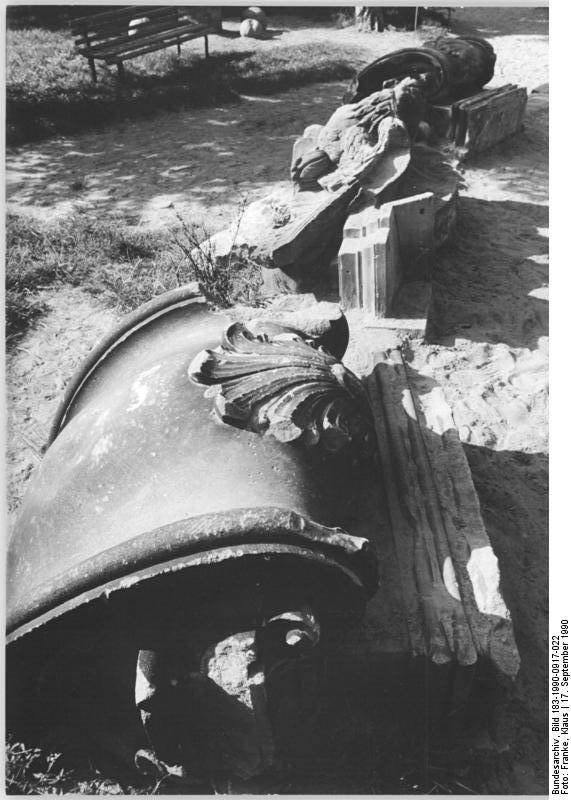
Angeblich aus dem Berliner Stadtschloss stammende Trümmerteile im Jahr 1990; Künstler holten sie von einer Müllhalde im Ahrensfelder Wald

### Trümmerblöcke

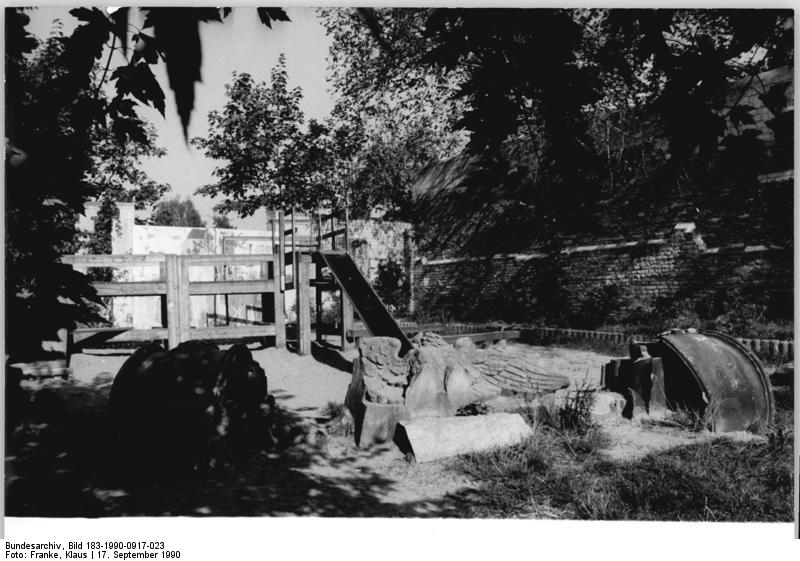
Blick auf den vierten Hinterhof der Kastanienallee 12 im Jahr 1990, der von Künstlern zu einer abenteuerlichen Spielplatz-Oase gestaltet wurde

Im Umfeld des Spielplatzes findet sich auch heute noch eine Reihe von Trümmerblöcken, die in den Spielplatz eingebettet sind. Früher ist davon ausgegangen worden, dass es sich hierbei um Teile des Berliner Stadtschlosses handele, das 1950 von der DDR-Regierung gesprengt wurde. Dieses Gerücht bescherte der Oderberger Straße Touristenströme. Laut der Kunsthistorikerin Gabi Ivan handelt es sich hierbei jedoch um Trümmer des Berliner Doms, die zu DDR-Zeiten von den Initiatoren des Hirschhofs aus der Deponie an der Falkenberger Chaussee geholt wurden. Der berühmte Steinadler befindet sich auf dem derzeit nicht öffentlichen Gelände.

### Nachwendezeit
Die Häuser der Straßen um den Hirschhof waren beim Fall der Mauer in einem schlechten Zustand, manche waren unbewohnbar. Sie wiesen jedoch den Charakter der Gründerzeit auf, mit einer grundsätzlich guten Bausubstanz. Mit der Zeit fanden sich Investoren, die einige der Häuser nach und nach sanierten. Allerdings stiegen dadurch auch die Mietpreise stark an, die die meisten der angestammten Anwohner in der Folge gentrifizieren (verdrängen) sollten.
Mit der Aktion Wir bleiben alle (W.B.A.) – eine bewusste Anlehnung an die alte Abkürzung WBA zu den ehemaligen Wohnbezirksausschüssen – organisierten die Anwohner und eine aktive Bürgerschaft auf dem Hirschhof 1992 die beiden größten Demonstrationen gegen die anstehende Erhöhung der Mieten, die es in Berlin je gab; mit über 20.000 Teilnehmern. Vorerst konnte man sich daraufhin gegen Luxussanierungspläne wehren, die auch den Hirschhof bedroht hatten. In der Folge sanierte der Bezirk den Hof für 50.000 Euro.
Nach Verkauf der angrenzenden Häuser und weitgehender Umwandlung in Eigentumswohnungen, verbunden mit dem Austausch der Bewohner, erfolgte ein jahrelanger Rechtsstreit zwischen den neuen Wohnungseigentümern und dem Bezirksamt Pankow. Es gab bereits seit den späten 1990er Jahren keinen direkten öffentlichen Zugang mehr zum Hirschhof, da die Eingänge verschlossen wurden. Das Bezirksamt hingegen wollte die Park- und Kulturanlage der Allgemeinheit erhalten. Es gab einen Antrag an die Bezirksverordnetenversammlung Pankow den Hirschhof aufgrund seiner Geschichte als – öffentliches – Gartendenkmal zu schützen, dem seitens der Landesdenkmalschutzbehörde nicht entsprochen wurde.
2011 hatte das Oberverwaltungsgericht (OVG) Berlin weiter entschieden, dass der Hirschhof keine öffentliche Grünfläche sei und gab den Eigentümern nun das Recht Zäune zu ziehen.
Am 30. September 2011 begann ein neues Verfahren um die Frage, ob der Bezirk die privaten Flächen öffentlich nutzen kann und ggf. eine Enteignung (d. h. Kauf durch das Land zu dem deutlich unter dem Verkehrswert liegenden Preis von 15 €/m²) nach dem Verkehrsflächenbereinigungsgesetz möglich ist. Das Landgericht hat die Klage des Landes abgewiesen, das Kammergericht hat ihr stattgegeben. Der Bundesgerichtshof hat im Revisionsverfahren das Verfahren an das Kammergericht zurückverwiesen, da wichtige Zeugen nicht gehört wurden. Zudem muss das Kammergericht prüfen, ob es sich beim Hirschhof um eine gärtnerisch gestaltete Grünanlage (nur deren Enteignung wäre möglich) oder „nur“ um einen begrünten Innenhof handelt.
Auch in einem weiteren Verfahren vor dem Bundesgerichtshof wegen einer anderen Teilfläche muss das Kammergericht neu entscheiden und dazu die tatsächliche Nutzung zum Beitrittszeitpunkt feststellen. Es hatte zuvor ein Ankaufsrecht des Bezirks bejaht, nachdem das Landgericht ein solches verneint hatte.

### Rückbau und Ausblick
Im Sommer 2014 teilte der Bezirk Pankow mit, auf eine Fortführung der gerichtlichen Auseinandersetzung mit den Eigentümern verzichten zu wollen. Vor diesem Hintergrund begann der Bezirk Anfang August mit dem Rückbau des alten Hirschhofs. Die historischen Sandsteinblöcke und Kapitelle im Bereich hinter der Kastanienallee 12 wurden abtransportiert und eingelagert. Sie sollen zu einem späteren Zeitpunkt an anderer Stelle wieder eingesetzt werden. Der Bezirksstadtrat und Leiter der Abteilung Stadtentwicklung des Bezirks Pankow, Jens-Holger Kirchner (Bü 90/Die Grünen), erklärte, eine derzeit noch im Eigentum des Liegenschaftsfonds Berlin befindliche Parzelle im Areal zwischen Oderberger und Eberswalder Straße ankaufen und dort den alten Hirschhof unter Verwendung der ursprünglichen Original-Materialien und der namengebenden Metallskulptur wieder aufbauen zu wollen. Die entsprechenden Planungen stünden jedoch noch ganz am Anfang.

### Der neue Hirschhof (Spielplatz außerhalb des ehemaligen Hirschhofes)
Am 29. August 2011 begannen die Arbeiten auf dem Nachbargrundstück Oderberger Straße 19 zu einem „Neuen Hirschhof“, die nach einem Jahr Bauzeit beendet wurden. Kernpunkt ist auch hier ein Hirsch aus Holz, integriert in einen Kinderspielplatz. Ursprünglich war dieser Teil als Erweiterung zu dem geschichtsträchtigen Hirschhof vorgesehen, dessen Zugänge nun verschlossen bleiben. Der „Neue Hirschhof“ ist vor allem ein Kinderspielplatz mit Wasserspielbereich und zwei Tischtennisplatten. Er kann nicht an das Flair des benachbarten, derzeit privaten Hirschhofs anknüpfen. Auf dem neuen Hirschhof entsteht derzeit mit öffentlichen Mitteln und begleitet durch den BIOS e. V. ein Platzhaus, das künftig als Café und kultureller Mittelpunkt des Areals dienen soll.

### Die Reste des Hirschhofes
Zum originalen Hirschhof gehörten ursprünglich die hinteren Gartenstücke der Kastanienallee 10–12. Nach der Vereinnahmung der Grundstücke durch die Eigentümer, blieb nur noch ein kleiner Teil übrig, der manchmal für Besuchende zugänglich ist, in der Kastanienallee 12.
Es wurden ausschließlich alle historischen Gegenstände aus dem Grundstück Kastanienallee 12 abgeräumt. Der Ort der Verbringung ist, wie der des Hirschen, der ebenfalls hier stand, nicht letztendlich geklärt. Die Hirschhof-Skulptur soll auf einem Gelände des Landes aufbewahrt sein. Wohin die Steine verbracht wurden, ist unklar.

### Aktuelle Situation
Zwei der drei Grundstücke des ehemaligen Hirschhofes sind in privater Hand, bzw. an Menschen vermietet. Das dritte Grundstück, in der Kastanienallee 12 hatte einen anderen Werdegang.
Das Grundstück Kastanienallee 12 blieb aufgrund der nicht profitorientierten, jedoch gleichermaßen überforderten Eigentümer (Erbengemeinschaft) lange in einem „Dornröschenschlaf“. Diesen Ausnahmezustand haben nicht nur die Bewohnenden genossen. Der Hinterhof wird immer wieder von interessierten Touristen und Ortskundigen staunend besucht. Sogar das Museum Pankow ist darauf aufmerksam geworden und arbeitet mit den Bewohnenden und ihrem Hausverein zusammen.

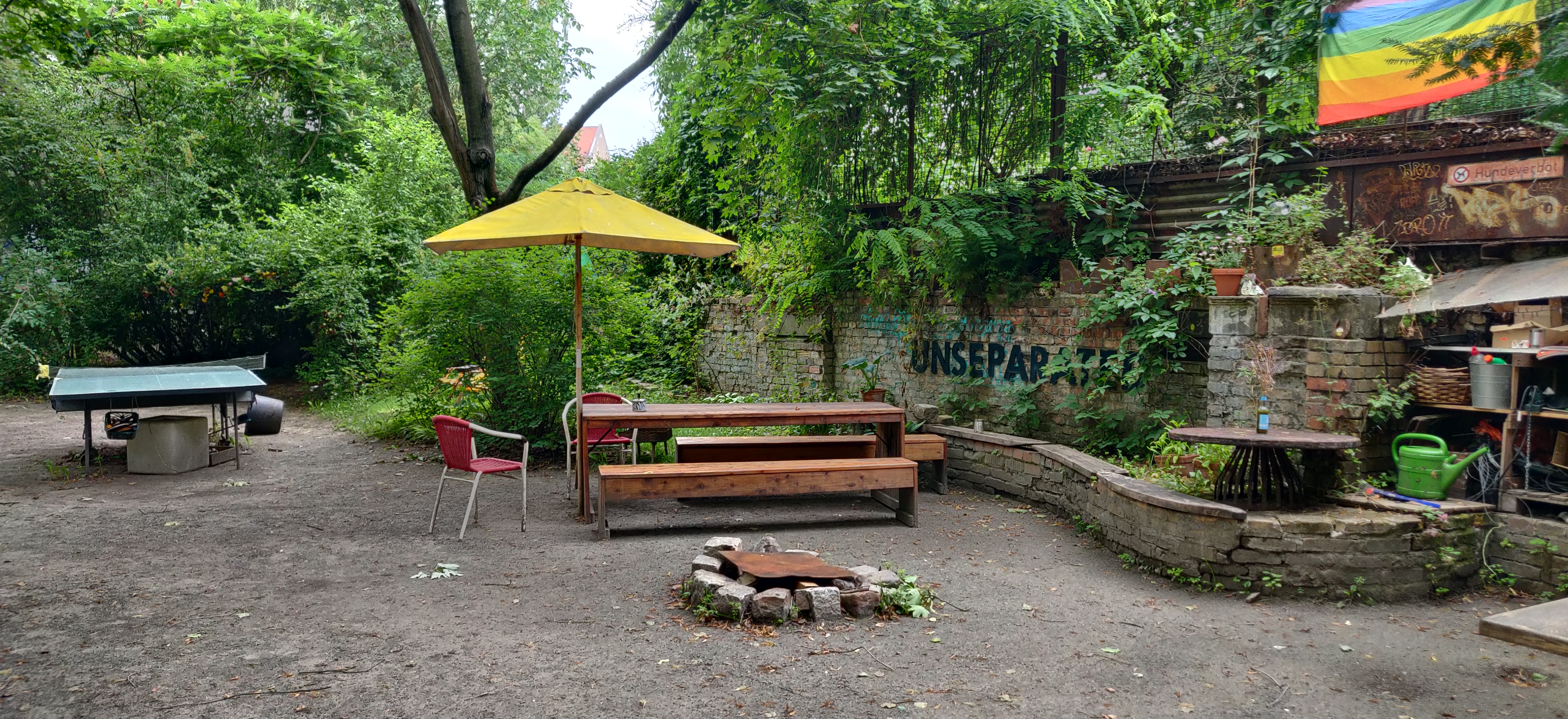
Ansicht des Gartens in der Kastanienallee 12, 2023

Eine aktive Gestaltung und ein positiver Umgang mit der Vergangenheit sind der Antrieb für diese Zusammenarbeit. Das Vorhandene zu pflegen und zu entwickeln, ohne es zu zerstören, ist das Ziel. Die Höfe sind ein Ort mit vielen Geschichten: Zwangsarbeitende und Einschüsse durch die Kämpfe 1945, Enteignung, Rückübertragung, rechtliche Auseinandersetzungen, politische Initiativen, die Wendezeit und das Leben danach. Diese aus der Zeit gefallenen Häuser und ihre Geschichten werden durch das Engagement der Bewohnenden und Unterstützung von außen am Leben gehalten.
Mit Hilfe des Hausvereines k12 e. V. wurden die 4 Häuser im Dezember 2022 durch die Genossenschaft Mietergenossenschaft SelbstBau e.G. in Kooperation mit der Edith Maryon Stiftung gekauft. Die Mietergemeinschaft hatte sich im Kontakt mit der zerstrittenen Erbengemeinschaft als Verein organisiert und durch die Vermittlung der GIMA Berlin-Brandenburg eG mit der Mietergenossenschaft SelbstBau e.G. eine sozial verträgliche Käuferin gefunden. Damit ist der ehemalige Hirschhof mit seinen vier Häusern vor der Zwangsversteigerung gerettet worden und nun langfristig für die Bewohnenden gesichert.

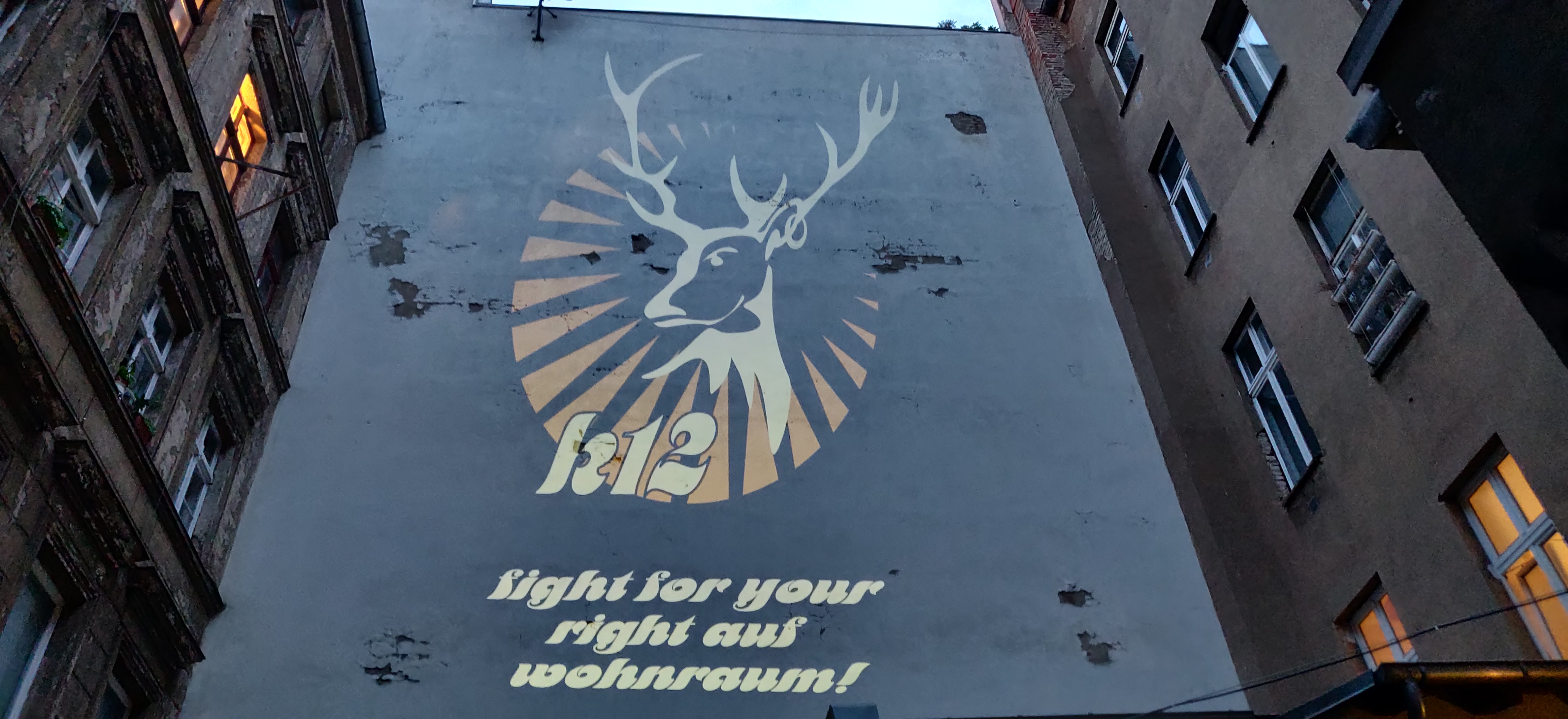
Videoprojektion im Hinterhof der k12, 2022

Es wird eine vorsichtige Offenheit für interessiertes Publikum angestrebt, um die noch sichtbare Geschichte an diesem Ort zu erleben. Dies ist im Kontext mit den dort lebenden Menschen nicht immer einfach.

## Lage

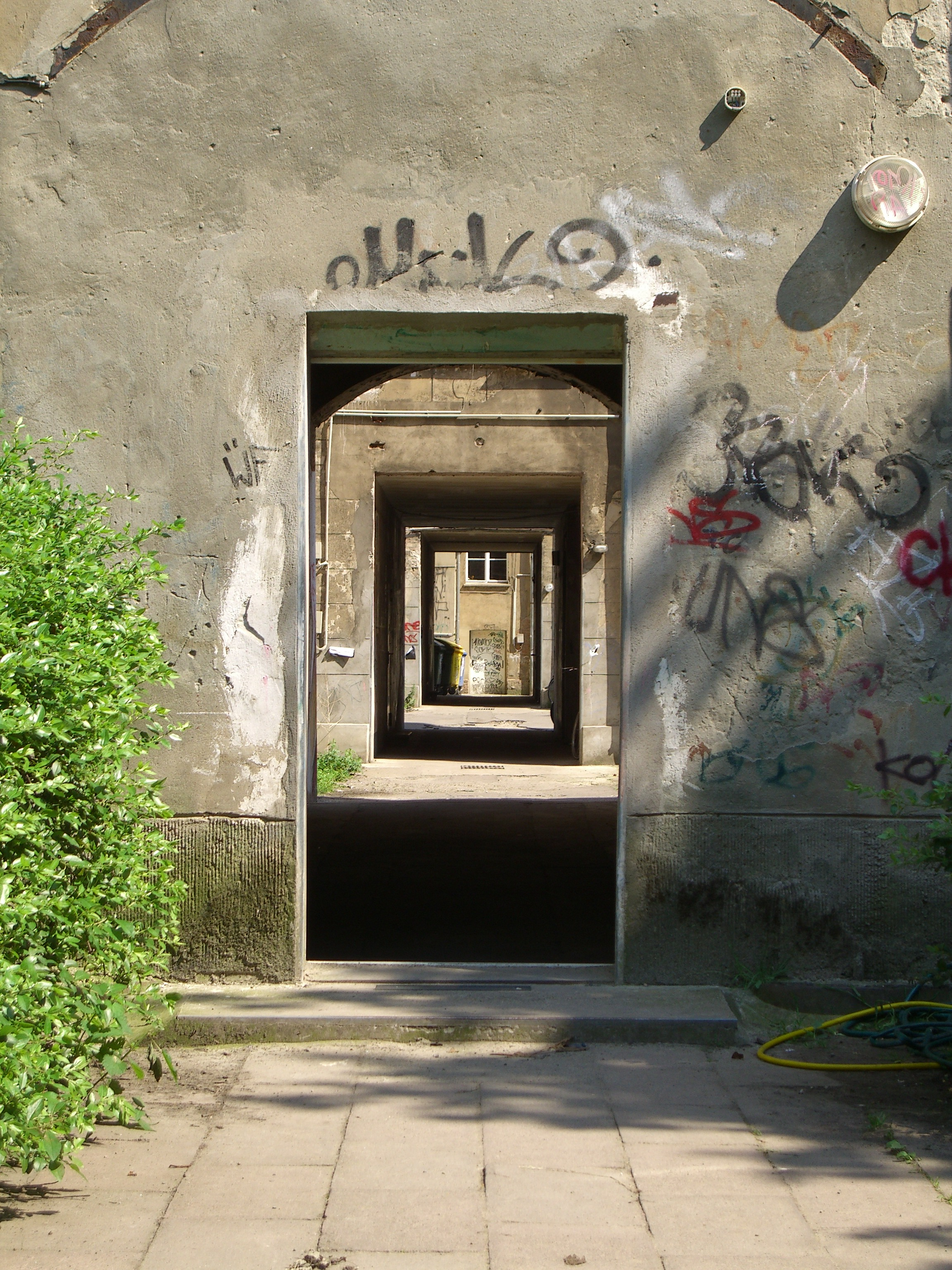
Blick vom Zugang Kastanienallee 12 zum ehem. Hirschhof als einen der charakteristischen Berliner Hinterhöfe; hier vier in einer Flucht hintereinander, Foto 2007

Der Hirschhof befindet sich nordöstlich der Oderberger Straße (heutige Zufahrt neben der Oderberger Straße 19, durchgängig zugänglich). Von hier kann der Neue Hirschhof mit dem Spielplatz betreten werden, auf dem sich auch der neugestaltete Hirsch (aus Holz) befindet. Die angrenzenden Hinterhöfe sind derzeit nicht zugänglich, da der neue Hirschhof vom alten Hirschhof durch Mauer und Zaunanlage getrennt ist und die Hinterhöfe ihrerseits eingezäunt und verschlossen wurden. Zwischen Oktober 2004 und Ostern 2006 war der alte Hirschhof endgültig auf Druck der Hausbesitzer geschlossen worden.
Früher war der alte Hirschhof vor allem durch das Haus Oderberger Straße 15 zugänglich, von dem auch der berühmte Stahl-Hirsch besichtigt und – durch ihn hindurch – die aufwändig gestaltete Grünanlage begangen werden konnte.